# Gorajowice (Basses-Carpates)
Pour les articles homonymes, voir Gorajowice.
Gorajowice est une localité polonaise de la gmina et du powiat de Jasło en voïvodie des Basses-Carpates.